# Herzán Ferenc
Harrasi Herzán Ferenc, Herzan-Harras Ferenc (Prága, 1735. április 5. – Bécs, 1804. január 1.) szombathelyi bíbornokpüspök, könyvgyűjtő.

## Élete
Bölcseleti tanulmányait Prágában a jezsuiták vezetése alatt végezte, innen Rómába küldték, ahol a szent Apollinár-kollégiumban a hittani előadásokat hallgatta s ugyanezen intézetnél tanulmányi felügyelő lett. Huszonnégy éves korában boroszlói kanonokká, majd nemsokára a prágai káptalan dékánjává és a B. Sz. M. c. almádi apáttá nevezték ki. Mária Terézia a pármai követség vezetésével bízta meg. 1770-ben Ausztria részéről a római legfelsőbb törvényszék (Uditore della Rota) ülnöke lett. 1777-ben valóságos belső titkos tanácsosi címemmel tüntették ki.
1779-ben a római udvarnál teljhatalmú miniszterré, és az udvarok ajánlatára jeruzsálemi szent keresztről címzett koronabíbornokká nevezték ki. A folytonos munka miatt megromlott az egészsége, ezért gyógyulása céljából 1789-ben Bécsbe jött, ahol II. Józseftől a Magyar Királyi Szent István-rend nagykeresztjét és a Protector Germaniae címet kapta. 1796-ban a franciák elől Görzbe, azután Grazba, majd Magyarországra menekült. A béke helyreállta után visszatért Grazba, és 1797-től 1799-ig ott tartózkodott. 1799. november 30-tól 1800. március 14-éig a velencei konklávéban vett részt. 1800-ban szombathelyi püspökké nevezték ki, május 18-án fölszentelték, és november 11-én pedig átvette az egyházmegye kormányzását. 
Feljegyzések szerint végig ellenséges viszonyban volt a magyarsággal és inkább támogatta az egyházmegye nem magyar lakosságát (a németeket és délszlávokat). Kormánya alatt készültek a székesegyház szobrászati művei Procop Fülöp bécsi művész által. Bécsben gyakran tartózkodott, ott is hunyt el. A szombathelyi székesegyházban van eltemetve.

## Munkája
- Epistola pastoralis ad venerabile capitulum, clerum, et populum Sabariensem, 18. Maii 1800. Venetiis, 1800